# شجرة الحب القلبية
شجرة الحب القلبية (الاسم العلمي: Philodendron cordatum) هي نوع من النباتات تتبع جنس شجرة الحب من الفصيلة اللوفية.